# 井手秀樹
井手 秀樹（いで ひでき、1949年11月6日 - ）は日本の経済学者。慶應義塾大学名誉教授。専攻は産業組織論、規制の経済学、公益事業論。経営学修士
。

## 経歴
1973年山口大学経済学部卒業。1979年神戸大学大学院経済学研究科博士課程単位取得退学。三菱総合研究所研究員、1989年ハーバード大学客席研究員、1992年神戸学院大学教授を経て、1996年慶應義塾大学商学部教授及びハーバード大学エネルギー政策シニアフェロー。2015年慶應義塾大学名誉教授。金沢学院大学経営情報学部教授
。

## 著書
- 『公的規制と産業 :第1巻　電力』（共著，NTT出版，1994年）
- 『日本の産業組織』（共著，有斐閣，1995年）
- 『電気通信の経済学 ─理論と政策』（監訳，NTT出版）
- 『産業組織論』（共著，有斐閣，1995年）
- 『社会的規制の経済学』（共著，NTT出版，1997年）
- 『規制と競争のネットワーク産業』（編著，勁草書房，2004年）

## 所属学会
- 日本経済政策学会
- 日本経済学会
- 公益事業学会
- 情報通信学会